# 형평사 운동
형평사 운동(衡平社運動)이란 1923년부터 일어난 백정들의 신분해방운동을 말한다. 1923년 4월, 일본에서 전개된 수평운동의 영향을 받아 경상남도 진주시에서 이학찬, 장지필 등 백정 출신과 강상호, 신현수, 천석구 등 양반 출신이 합심하여 조직을 결성했다. 당시 백정이라는 신분은 법적으로는 해방되었으나 실질적으로는 여전했던 차별을 해소할 것을 요구했는데, 이에 개화 양반도 참여하는 등 많은 이들의 호응을 얻었다. 형평사 운동은 전국적인 규모로 전개되었지만, 내부 분열과 일제의 압력으로 10여 년 만에 끝나고 말았다. 2023년 4월에 형평사 운동 100주년을 맞았다.

## 배경
백정이라는 칭호는 고려 시대에는 평민을 가리키는 말이었으나, 조선 시대에 와서는 도살업(屠殺業)을 전문으로 하는 천민계층을 뜻하게 되었다. 백정은 1894년 갑오개혁 때 '해방의안'(解放議案)에 의해 법제상으로는 해방되었으나, 실질적으로는 여전히 여러 가지 차별대우를 받고 있었다. 백정들은 기와집에서 살거나 비단옷을 입을 수 없었고, 외출할 때는 상투를 틀지 않은 채 '패랭이'를 써야 했으며, 장례 때도 상여를 사용할 수 없었다. 또한 학교나 교회에서도 함께 수업을 받거나 예배를 볼 수 없었고, 상민들과 떨어져 집단으로 거주했다. 더욱이 일제는 조선의 봉건적 질서를 온존하는 정책을 썼기 때문에 행정적으로도 차별을 받았다. 즉 민적(民籍)에 올릴 때 이름 앞에 '붉은 점' 등으로 표시하거나 도한(屠漢)으로 기재했을 뿐만 아니라 입학원서나 관공서에 제출하는 서류에도 반드시 신분을 표시하도록 했다. 이러한 현실에 대한 불만은 조직적인 사회운동으로 구체화되었다.

## 전개
1923년 4월 24일 경상남도 진주에서 강상호(姜相鎬)·신현수(申鉉壽)·천석구(千錫九) 등 양반 출신 사회운동가들과 장지필(張志弼), 이학찬(李學贊) 등 백정 출신 지식인들이 계급을 타파하고 백정에 대한 모욕적인 칭호를 폐지하며 교육을 장려하고 상호 친목을 도모하여 '백정도 참다운 인간이 되게 한다.'라는 목적하에 형평사를 설립했다. 이들은 발기총회에서 결정된 사칙을 통해 진주의 본사(형평사 연맹 총본부, 같은 5월 13일 조직)를 중심으로 각 도에 지사를, 각 군에 분사를 두는 전국적인 조직망을 구성할 것을 선언했다. 
이에 호응하여 전국 각지에 지사와 분사가 활발히 설치되자, 1924년 2월 전국의 지사·분사 대표 300여 명이 부산에 모여 '형평사전조선임시총회'를 개최했다. 이때 전라도·충청도·강원도를 기반으로 한 장지필 등 혁신파는 본사를 경성부로 이전할 것을 주장했고, 경상도를 기반으로 한 강상호·신현수 등 보수파는 진주 본사를 고수할 것을 주장해 내부 대립이 표출되었다. 전자가 형평운동을 사회주의 노선에 입각한 계급해방운동으로 발전시키려 하였지만, 후자는 형평운동을 인권운동으로서 유지하려 했다는 점에서 2파의 노선 차이는 컸다. 
혁신파가 부산 임시총회 후 천안에서 '형평사혁신동맹창립총회'를 열어 본사의 서울 이전, 잡지 〈형평〉의 발간, 피혁공장 설립 등을 결의하자, 보수파는 그해 4월 진주에서 '형평사전국대회'를 따로 열었다. 이러한 양파의 대립을 극복하기 위해 같은 해 7월 양파 간부들이 간담회를 열어 형평사 통일을 논의하고, 8월 대전에서 '형평사통일대회'를 열었다. 양파는 각자의 조직을 해체하고 '조선형평사중앙총본부'를 결성하기로 합의하고 서울에 본사를 두기로 했으나, 다시 내분이 발생해 진주 본사 측에서 대전대회의 불승인을 결의하기도 했다.
그러나 다른 사회운동단체의 지원에 힘입어 양파의 통일은 진전을 보여, 1925년 4월 양파 합동으로 경성부에서 '전조선형평대회'를 개최함으로써 이후 운동은 더욱 활발하게 전개되었다. 또한 1924년부터 조직된 형평청년회·형평학우동맹의 구성원들이 청년운동단체에 가입하면서 다른 사회운동과 밀접한 관계를 맺어나갔는데, 이러한 형평사의 조직과 운동의 확대에 힘입어 형평청년회는 조선형평청년총동맹으로 발전되었다. 이에 1926년 1월 장지필은 '재경(在京) 사상단체 합동신년간친회'에서 형평운동 부분을 보고하고, 조직강화와 무산운동(無産運動)으로의 진출을 선언하기에 이르렀다. 
1926년 12월 고려혁명당사건으로 서광훈(徐光勳)·장지필 등 간부들이 구속되자 1927년 4월 서울에서 개최된 제5차 형평사대회에서 명칭을 조선형평사총본부로 바꾸고, 1928년 4월 제6차 정기총회에서는 일본 수평사(水平社)와의 제휴를 정식으로 결정했다. 이 시기부터 다른 사회운동과의 제휴를 주장하는 신파와 전통적인 평등운동을 주장하는 구파 간의 대립이 다시 일어나 1929년 제7차 정기대회에서 갈등이 표면화되었다. 이후 신파는 형평사 해소론을 제기했으며, 해소론을 둘러싼 대립은 1930년대 초까지 계속되었다. 1934년 일반 사회운동의 저조 속에서 형평사 지부의 재정리가 단행되고 활동도 공제활동 정도로 축소되었으며, 1935년 대동사(大同社)로 이름을 바꾸면서 적극적인 사회운동으로서의 기능을 상실했다.

## 의의와 한계
형평운동은 형평사 창립 초기부터 많은 시련에 부딪혔다. 그중 하나는 봉건적 관습에서 탈피하지 못한 일반 농민들의 거부감에서 오는 반(反) 형평운동이었다. 다른 하나는 형평운동이 인권운동의 차원을 넘어 사회주의 사상의 영향 속에서 다른 사회운동과 제휴하여 전개됨에 따른 일제의 탄압이다. 이러한 2가지 시련에 대한 투쟁은 형평운동이 반제국주의적·반봉건적인 성격을 갖게 하는 계기로 작용했다. 형평운동은 백정들의 신분해방·인권운동인 동시에 다른 사회운동과의 밀접한 관계 속에 진행된 민족해방운동의 한 부분이기도 했다.

## 같이 보기
- 신간회
- 반형평 운동 : 1923년 5월 24일 일어난 형평사 운동에 반대하는 운동